# Pterolophia ochreotriangularis
Pterolophia ochreotriangularis är en skalbaggsart som beskrevs av Stefan von Breuning 1958. Pterolophia ochreotriangularis ingår i släktet Pterolophia och familjen långhorningar. Inga underarter finns listade i Catalogue of Life.